# Гай Рабирий (поэт)
Гай Раби́рий (лат. Gaius Rabirius; I век до н. э.) — древнеримский эпический поэт, живший в конце I века до нашей эры.

## Биография
Известно, что Гай составил эпическую поэму о борьбе Марка Антония и Октавиана Августа.
Про произведения Рабирия, дошедшие до нас в весьма скудных отрывках, отзывы латинских авторов были весьма различны: его современники (в частности, Овидий и Веллей Патеркул) причисляли его к выдающимся поэтам, ставя Рабирия в один ряд с Вергилием, и особенно превозносили величественный тон его поэмы. В свою очередь, Марк Фабий Квинтилиан говорит только, что с Рабирием стоит познакомиться в свободную минуту.
Рабирию не без основания приписывают найденные среди геркуланских папирусов 67 гекзаметров — обрывки исторического эпоса, где рассказывается о последней борьбе Августа с Антонием и о приготовлениях Клеопатры к самоубийству. Эти отрывки были изданы в 1884 году у Riese, «Anthologia Latina».